# Otto Frenzl
Otto Frenzl (* 12. November 1909 in Graz; † 1. November 1996 in Innsbruck) war ein österreichischer Ingenieur. Frenzl gilt als der maßgebende Entdecker der für die Luftfahrt bedeutenden Flächenregel.

## Leben und Leistungen

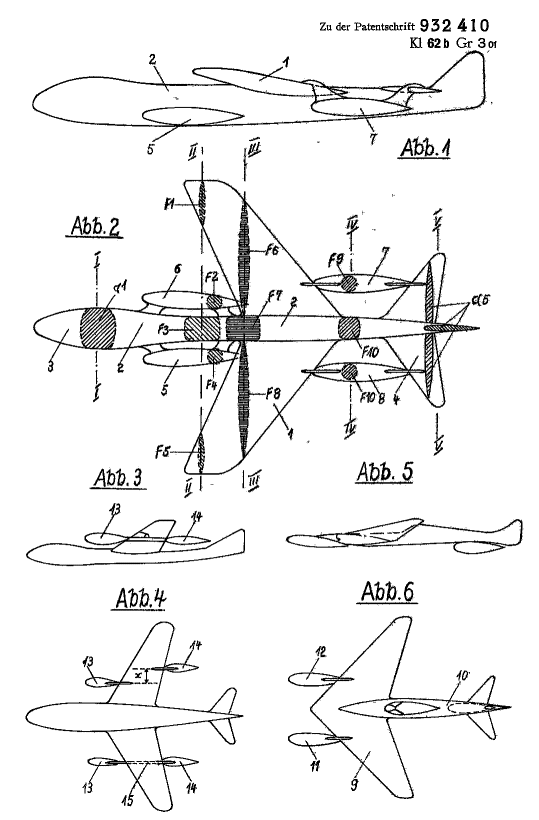
Zeichnungen zur „Patentschrift 932 410“

Frenzl hatte an den Technischen Hochschulen Graz und Wien Elektrotechnik studiert. 1937 ging er zu den Junkers Flugzeug- und Motorenwerken nach Dessau, wo er in der Abteilung Strömungstechnik unter Philipp von Doepp (1885–1967) arbeitete. Er baute dort einen Hochgeschwindigkeitswindkanal, den HK 900, mit einer Querschnittsfläche von 900 cm² und einem intermittierenden Dampfstrahlantrieb, und rüstete ihn auch mit der Messtechnik aus. Ab 1942 war Frenzl unmittelbar in die Entwicklung von Hochgeschwindigkeitsflugzeugen eingebunden.
Dort entdeckte er die Zusammenhänge der Flächenregel, als er nach einer Erklärung für den größeren Widerstand eines W-Flügels gegenüber einem durchgängig gepfeilten Flügel im transsonischen Bereich suchte. Darüber verfasste er am 17. Dezember 1943 eine Erfindermitteilung mit dem Titel Anordnung von Verdrängungskörpern beim Hochgeschwindigkeitsflug, die mit 50 Reichsmark honoriert wurde. Er beschreibt darin anhand der Messungen zum Junkers Projekt EF 122, wie durch Verschiebung der Triebwerksgondeln die kritische Machsche Zahl von 0,72 auf 0,77 hinaufgesetzt werden konnte. Die Ergebnisse dieser Forschung wurden im März 1944 von Theodor Zobel an der Deutschen Akademie der Luftfahrtforschung in dem Vortrag Grundsätzlich neue Wege zur Leistungssteigerung von Schnellflugzeugen einem breiten Interessentenkreis vorgestellt. Zusammen mit Heinrich Hertel und Werner Hempel wurde ihm (in der Namensschreibweise Frenzel) am 21. März 1944 das Patent Nr. 932410 erteilt, in dem die Grundlagen der Flächenregel dargelegt waren. Das weltweit erste Flugzeug, bei dem die Flächenregel konsequent angewendet wurde, war 1944 die maßgeblich von Hertel konstruierte Ju 287.
Ab Dezember 1943 war Frenzl an der Projektierung eines wesentlich größeren Ejektor-Windkanals in Muldenstein beteiligt, den die Dinglerwerke bauen sollten.
Nach dem Krieg arbeitete er bei der SNECMA in Melun-Villaroche. Er baute und betreute dort einen auf den Erfahrungen mit dem HK 900 beruhenden Ejektorwindkanal mit einem Messquerschnitt von 0,4 × 0,6 m. Er wurde für die Strahltriebwerksentwicklung verwendet. 1956 promovierte Frenzl an der TH Graz zum Dr.-Ing. mit der Arbeit Strömung verdampfenden Wassers in Düsen, die unmittelbar auf seinen Erfahrungen bei der Auslegung der bis dahin von ihm entworfenen Ejektorwindkanäle aufbaute. Frenzl arbeitete auch an dem Windkanal Sigma 4 mit, der mit einem Messquerschnitt von 0,85 × 0,85 m² in Saint-Cyr-l’École 1962 von dem Institut Aéro Technique in Betrieb genommen wurde. 1967 begann auch die DFVLR in Trauen mit einem Hochgeschwindigkeitswindkanal mit einem Messquerschnitt von 0,7 × 0,7 m² zu arbeiten, der für die Entwicklung von Staustrahltriebwerken vorgesehen war. Auch daran war Frenzl beteiligt. Diese beiden Anlagen arbeiteten mit Heißwasserspeisung entsprechend seiner Habilitationsarbeit.
In den 1970er-Jahren beteiligte sich Frenzl an der Entwicklung einer Entsalzungsanlage in Roswell (New Mexico). In Lone Star (Texas) arbeitet eine Entstaubungsanlage nach einem Verfahren, das Frenzl an die Friedrich Krupp AG verkaufen konnte.
1984 meldete er für die Entwicklung eines stationären Surfwellengenerators mehrere Patente an.

## Veröffentlichungen
- Über die Entwicklung von intermittierend arbeitenden Windkanälen mit Strahlantrieben, 1955
- Motorgondel-Flügel-Interferenz bei hohen Geschwindigkeiten (Die Flächenregel), 1957
- Surfing Pool als Skipistensimulator. Düsseldorf: Krammer Verlag 1977